# Сен-Жан-Рур
Сен-Жан-Рур (фр. Saint-Jean-Roure, окс. Sant Jean Roure) — коммуна во Франции, находится в регионе Рона — Альпы. Департамент коммуны — Ардеш. Входит в состав кантона Сен-Мартен-де-Валама. Округ коммуны — Турнон-сюр-Рон.
Код INSEE коммуны — 07248.

## Население
Население коммуны на 2008 год составляло 258 человек.
| 1962 | 1968 | 1975 | 1982 | 1990 | 1999 | 2008 |
| ---- | ---- | ---- | ---- | ---- | ---- | ---- |
| 229  | 277  | 232  | 218  | 202  | 206  | 258  |

## Экономика
В 2007 году среди 145 человек в трудоспособном возрасте (15—64 лет) 112 были экономически активными, 33 — неактивными (показатель активности — 77,2 %, в 1999 году было 71,4 %). Из 112 активных работали 103 человека (57 мужчин и 46 женщин), безработных было 9 (5 мужчин и 4 женщины). Среди 33 неактивных 9 человек были учениками или студентами, 10 — пенсионерами, 14 были неактивными по другим причинам.